# 요아킴 트리에르
요아킴 트리에르(Joachim Trier, 1974년 3월 1일 ~ )는 노르웨이의 영화 감독이다.

## 작품 목록
- Still (단편, 2001)
- Procter (단편, 2002)
- 리프라이즈 (2006)
- 오슬로, 8월 31일 (2011)
- 라우더 댄 밤즈 (2015)
- 델마 (2017)
- 사랑할 땐 누구나 최악이 된다 (2021)
- 센티멘탈 밸류 (2025)